# Fantasia (videojuego)
Fantasía, conocido en Japón como Fantasia: Mickey Mouse Magic (ファンタジア ミッキーマウス・マジック Fantajia mikkīmausu majikku?, "Fantasía: La Magia de Mickey Mouse"), es un videojuego de desplazamiento lateral publicado por Infogrames y producido por Sega para la consola Mega Drive. El juego está basado en la película musical de Disney del mismo nombre.
- Datos: Q3066546